# Leifur Ásgeirsson
Leifur Ásgeirsson (25 de maio de 1903 – 19 de agosto de 1990) foi o primeiro matemático islandês a obter reconhecimento internacional.

## Formação e carreira
Ásgeirsson graduou-se em 1927 na Universidade de Reykjavík e obteve um doutorado em 1933 na Universidade de Göttingen, orientado por Richard Courant, com a tese Über eine Mittelwertseigenschaft von Lösungen homogener linearer partieller Differentialgleichungen 2. Ordnung mit konstanten Koeffizienten. De 1931 a 1943 Ásgeirrson foi diretor de uma escola distrital em Þingeyjarsveit. Foi palestrante convidado do Congresso Internacional de Matemáticos em Oslo (1936). Na Universidade da Islândia foi em 1943 lecturer de matemática e em 1945 full professor.
O periódico Mathematica Scandinavica foi fundado em 1953 tendo Ásgeirsson como um dos editores fundadores.
... Mathematica Scandinavica ... editors were appointed. From Denmark: Fenchel, from Finland: Gustav Elfving, from Iceland: Leifur Ásgeirsson, from Norway: Skolem, and from Sweden: Pleijel. Immediately after the decisions had been taken Fenchel, in agreement with Pleijel, wrote to the other editors and suggested Bundgaard as co-ordinating editor of Math. Scand.

## Publicações selecionadas
- Ásgeirsson, Leifur (1937). «Über eine Mittelwertseigenschaft von Lösungen homogener linearer partieller Differentialgleichungen 2. Ordnung mit konstanten Koeffizienten». Mathematische Annalen. 113 (1): 321–346. ISSN 0025-5831. doi:10.1007/BF01571637
- —— (1956). «Some hints on Huygens' principle and Hadamard's conjecture». Communications on Pure and Applied Mathematics. 9 (3): 307–326. doi:10.1002/cpa.3160090304
- —— (1961). «On Cauchy's problem for linear partial differential equations of second order in four variables». Communications on Pure and Applied Mathematics. 14: 171–186. doi:10.1002/cpa.3160140302